# Лаптевское сельское поселение (Новгородская область)
Лаптевское сельское поселение — муниципальное образование в Пестовском районе Новгородской области России.
Административный центр — деревня Лаптево, расположенная в 36 км к западу от райцентра Пестово.

## География
Сельское поселение расположено на западе района. Площадь территории поселения — 26 295 га. На его территории находятся небольшие озёра — Белое, Чёрное, Луко, Щегрино и Соминец; протекают реки Калешевка, Мелестовка и др., земли водного фонда поселения составляют — 100 га. Лаптевское сельское поселение граничит с Охонским, Устюцким и Богословским сельским поселениями района, а также с Калининским сельским поселением соседнего Мошенского района.

## История
На начало XX века территория нынешнего поселения находилась в составе Устюженского уезда Новгородской губернии, затем постановлением НКВД РСФСР от 10 июня 1918 года, по ходатайству делегатов от северо-восточных уездов Новгородской губернии на Демократическом съезде Советов 10—13 мая 1918 года, была образована Череповецкая губерния и Устюженский уезд вошёл в её состав.
В августе 1927 года в новообразованный Пестовский район Череповецкого округа Ленинградской области вошли, в числе прочих сельсоветы из упразднённого Устюженского уезда Череповецкой губернии: Беззубцовский, Воробьёвский, Жарковский, Коровинский, Креницкий, Нивский и Стиньховский, а в состав новообразованного Ореховского района (с центром в усадьбе Климково) Боровичского округа Ленинградской области вошли, в числе прочих сельсоветы из упразднённой Ерёминской волости всё того же Устюженского уезда Череповецкой губернии: Чернянский и Горский.
В ноябре 1928 года при укрупнении сельсоветов Ленинградской области часть территории упразднённого Горского сельсовета Ореховского района Боровичского округа была присоединена к Чернянскому сельсовету, а в Пестовском районе Череповецкого округа был образован Лаптевский сельсовет из упразднённых Жарковского и Нивского сельсоветов; к Беззубцовскому сельсовету присоединены упразднённые Креницкий и Воробьёвский сельсоветы, а к Коровинскому упразднённый Стиньховский сельсовет.
По постановлению ЦИК и СНК СССР от 23 июля 1930 года Боровичский и Череповецкий округа были упразднены, а Ореховский и Пестовский районы перешли в прямое подчинение Леноблисполкому. По постановлению Президиума ВЦИК от 20 сентября 1931 года в состав Мошенского района, в числе прочих вошёл Чернянский сельсовет из упразднённого Ореховского района. По постановлению Президиума ВЦИК от 20 февраля 1937 года Чернянский сельсовет передан из Мошенского района в Пестовский район. По Указу Президиума Верховного Совета СССР от 5 июля 1944 года Пестовский район был передан из Ленинградской области во вновь образованную Новгородскую область.
На территории Чернянского, Лаптевского и Коровинского сельсоветов существовали колхозы «Дружба», «Победа» и «имени Ленина» (впоследствии объединены в совхоз «Авангард»), на территории Беззубцевского сельсовета действовал колхоз «Первое мая».
Решением Новгородского облисполкома № 1171 от 27 сентября 1950 года в состав Лаптевского сельсовета были переданы населённые пункты Осипово и Фомкино из Чернянского сельсовета.
Указом Президиума Верховного совета РСФСР от 3 декабря 1953 года название деревни Язвово Лаптевского сельсовета было изменено на Озерки. Решением Новгородского облисполкома № 359 от 8 июня 1954 года Чернянский сельсовет был упразднён, а его территория была включена в Лаптевский сельсовет.
Во время неудавшейся всесоюзной реформы по делению на сельские и промышленные районы и парторганизации, в соответствии с решениями ноябрьского (1962 года) пленума ЦК КПСС «о перестройке партийного руководства народным хозяйством» с 10 декабря 1962 года был образован, в числе прочих, крупный Пестовский сельский район на территории Дрегельского, Пестовского и Хвойнинского районов, Беззубцевский, Коровинский и Лаптевский сельсоветы вошли в этот район, а 1 февраля 1963 года административный Пестовский район в числе прочих был упразднён. Пленум ЦК КПСС, состоявшийся 16 ноября 1964 года восстановил прежний принцип партийного руководства народным хозяйством, после чего Указом Верховного Совета РСФСР от 12 января 1965 года сельские районы были преобразованы вновь в административные районы и решением Новгородского облисполкома № 6 от 14 января 1965 года Беззубцевский, Коровинский и Лаптевский сельсоветы вновь в составе Пестовского района.
Решением Новгородского облисполкома № 742 от 23 декабря 1968 года была снята с учёта деревня Аносово Коровинского сельсовета. Решением Новгородского облисполкома от 28 марта 1977 г. № 157 были упразднены Коровинский и Сорокинский сельсоветы с передачей населённых пунктов Алехново, Большая Горка, Клешнево, Коровино, Мышенец в состав Лаптевского сельсовета.
Решением Новгородского облисполкома № 193 от 29 марта 1976 года были сняты с учёта деревни Козлово, Красково и Озерки Лаптевского сельсовета, решением Новгородского облисполкома № 469 от 17 октября 1977 года была снята с учёта деревня Горелое Лаптевского сельсовета, решением Новгородского облисполкома № 70 от 23 февраля 1987 года была снята с учёта деревня Гороховка Лаптевского сельсовета, а также деревни Кайва и Клешнево Беззубцевского сельсовета.
С принятием Российского закона от 6 июля 1991 года «О местном самоуправлении в РСФСР» и Указа Президента Российской Федерации от 9 октября 1993 года «О реформе представительных органов власти и органов местного самоуправления в Российской Федерации» деятельность Лаптевского и Беззубцевского сельских Советов была досрочно прекращена. Позднее были образованы Администрации Лаптевского и Беззубцевского сельсоветов (Лаптевская и Беззубцевская сельские администрации). По результатам муниципальной реформы, с 2005 года было образовано муниципальное образование — Лаптевское сельское поселение Пестовского муниципального района (местное самоуправление), по административно-территориальному устройству населённые пункты подчинены администрации Лаптевского сельского поселения Пестовского района. Лаптевское сельское поселение с административным центром в деревне Лаптево было создано путём объединения территории сельских администраций: Лаптевской и Беззубцевской. В 2012 году Новгородская областная дума (постановлением № 50-5 ОД от 25.01.2012) постановила уведомить Правительство Российской Федерации об упразднении в числе прочих Беззубцевского и Лаптевского сельсоветов Пестовского района.

## Население
| 2010 | 2012 | 2013 | 2014 | 2015 | 2016 | 2017 |
| ---- | ---- | ---- | ---- | ---- | ---- | ---- |
| 458  | ↘447 | ↘427 | →427 | ↘414 | ↘391 | ↘380 |
| 2021 |      |      |      |      |      |      |
| ↘310 |      |      |      |      |      |      |

## Состав сельского поселения
| №  | Населённый пункт | Тип населённого пункта          | Население |
| -- | ---------------- | ------------------------------- | --------- |
| 1  | Алехново         | деревня                         | 4         |
| 2  | Анисимово        | деревня                         | 29        |
| 3  | Беззубцево       | деревня                         | 96        |
| 4  | Большая Горка    | деревня                         | 3         |
| 5  | Брызгово         | деревня                         | 4         |
| 6  | Владимирово      | деревня                         | 0         |
| 7  | Глухачи          | деревня                         | 9         |
| 8  | Жарки            | деревня                         | 6         |
| 9  | Коровино         | деревня                         | 23        |
| 10 | Лаптево          | деревня, административный центр | 159       |
| 11 | Муравьёво        | деревня                         | 11        |
| 12 | Мышенец          | деревня                         | 0         |
| 13 | Нивы             | деревня                         | 26        |
| 14 | Оборнево         | деревня                         | 23        |
| 15 | Осипово          | деревня                         | 0         |
| 16 | Сахино           | деревня                         | 3         |
| 17 | Фёдоровщина      | деревня                         | 5         |
| 18 | Чепурино         | деревня                         | 35        |
| 19 | Чёрное           | деревня                         | 22        |

## Экономика и социально значимые объекты
На территории поселения имеются два муниципальных образовательных учреждения: «Основная общеобразовательная школа деревни Лаптево» и «Основная общеобразовательная школа деревни Беззубцево», обе школы с дошкольными группами. В деревне Беззубцево есть Дом культуры, а в Лаптево дом досуга; сельские библиотеки в Лаптево и Беззубцево, также 2 фельдшерских акушерских пункта и 2 почтовых отделения. Существует также филиал комбината бытового обслуживания.

### Транспорт
Транспортное сообщение населённых пунктов Лаптево, Чёрное, Анисимово, Беззубцево, Нивы, Коровино, Глухачи, Фёдоровщина, Беззубцево с районным центром осуществляется автобусным рейсом по маршруту № 101 «Пестово — Чёрное» и № 101а «Пестово — Коровино — Чёрное».